# Fissidens rambii
Fissidens rambii är en bladmossart som beskrevs av Hirendra Chandra Gangulee 1971. Fissidens rambii ingår i släktet fickmossor, och familjen Fissidentaceae. Inga underarter finns listade i Catalogue of Life.